# La marca del demonio
La marca del demonio es una película de terror mexicana de 2020 distribuida por Corazón Films, y dirigida por Diego Cohen. La película está protagonizada por Eduardo Noriega.

## Sinopsis
La historia gira en torno a un sacerdote especializado en exorcismos y su hijo adoptivo, abandonado durante su infancia por un grupo menonita. La vida de los exorcistas cambiará cuando conozcan a la familia Cuevas y se enfrenten al demonio que persigue a la hija mayor.

## Elenco
- Eduardo Noriega como Tomás
- Eivaut Rischen como Karl Nüni
  - Diego Escalona Zaragoza como el joven Karl
- Lumi Cavazos como Cecilia de la Cueva
- Nicolasa Ortiz Monasterio como Fernanda de la Cueva
- Omar Fierro como Luis Miranda
- Arantza Ruiz como Camila de la Cueva
- Laura de Ita como Esperanza